# ولی‌رضا نصر
سید ولی‌رضا نصر (متولد ۱۳۳۹ تهران) اسلام‌شناس، استاد دانشگاه، متفکر سیاسی و مفسر مسائل بین‌المللی ایرانی-امریکایی است او استاد کرسی مجید خدوری در روابط بین‌الملل در مدرسهٔ مطالعات بین‌المللی پیشرفته دانشگاه جانز هاپکینز است، و از سال ۲۰۱۲ تا ۲۰۱۹ ریاست این مدرسه را برعهده داشته‌است. نصر عضو پیوستهٔ ارشد مؤسسهٔ بروکینگز است.
ولی نصر، مشاور ریچارد هولبروک در کابینهٔ باراک اوباما بود. وی از مدعوین کاخ سفید و رسانه‌های عمومی آمریکایی در موضوعات جهان اسلام بوده و مقالات و کتب زیادی را به چاپ رسانده‌است. وی فرزند سید حسین نصر است.

## سوابق
ولی نصر هم‌اکنون استاد روابط بین‌الملل در دانشگاه تافتس و عضو شورای روابط خارجی آمریکا و عضو وابستهٔ مدرسه جان اف کندی دانشگاه هاروارد است. وی دکترای خود را از دانشگاه اِم‌آی‌تی و دانشگاه تافتس دریافت نمود و تاکنون در چندین دانشگاه از جمله دانشگاه استنفورد و دانشگاه کالیفرنیا در سن دیگو تدریس نموده‌است.
وی مشاور باراک اوباما طی انتخابات ریاست جمهوری سال ۲۰۰۸ بود و از جمله متنفذترین صاحب نظران مسائل خاورمیانه در آمریکا محسوب می‌شود.
نصر از اعضای هیئت امنای بنیاد مطالعات ایران است.

## آثار
او مؤلف چندین کتاب و مقاله دربارهٔ اسلام و سیاست در هند و پاکستان است. از جمله:
- «پیش‌قراولان انقلاب اسلامی؛ جماعت اسلامی پاکستان» (The Vanguard of the Islamic Revolution: Jama’at-i Islami of Pakistan)
- مودودی و بنیادگرایی اسلامی (Mawdudi and the making of Islamic Revivalism)
- لویاتان اسلامی: اسلام و قدرت دولت (Islamic Leviathan: Islam and State Power)

او با پدر خود سید حسین نصر نویسنده‌های کتب زیر بوده‌است:
- «انتظار هزاره: شیعه در تاریخ» (Expectation of the Millenium: Shiism in History)
- «شیعه‌گری: روحیات، تفکر و اصول» (Shi'ism: Doctrines, Thought, and Spirituality)

کتاب‌های متأخر وی «دموکراسی در ایران» (Democracy in Iran: History and Quest for Liberty) با همکاری علی قیصری، «احیای تشیع» (The Shia Revival: How Conflicts Within Islam Will Shape Our World) و «نیروی مکنت: پدیداری طبقه متوسط جدید در دنیا اسلام و تأثیر آن بر جهان ما» (Forces of Fortune: The Rise of a New Muslim Middle Class and What It Means for Our World) اخیراً توجه کارشناسان بسیاری از مسائل خاورمیانه را به خود جلب گردانیده‌است.